# Килуа
Килуа е малък остров край брега на Танзания в Източна Африка, където се намира селището Килуа Кисиуани с руини от средновековен град.
Край него се намира голямо археологическо находище, някогашен голям търговски център в региона. От 1981 г. е в списъка на Световното наследство на ЮНЕСКО, заедно с близкия археологически обект Сонго Мнара на остров Сонго, а от 2004 г. влиза в списъка на застрашените обекти на Световното наследство на ЮНЕСКО.

## История
Килуа е основана през XI век от персийския търговец Али бин Ал-Хасан, основател на Султанство Килуа. Градът бързо забогатява и получава все по-голяма роля в региона, търгувайки злато и желязо от Зимбабве, роби и слонова кост от Източна Африка и платове, порцелан, скъпоценности и подправки от Азия.
През XIII век до XVI век градът става основен търговски център в региона и владее островите Малинди, Момбаса, Пемба, Занзибар, Мафия, Коморите, Мозамбик и Софала, като контролира търговските пътища към Мадагаскар. Около 1330 г. мароканският пътешественик Ибн Батута посещава Килуа и пише хвалби за владетеля ѝ султан Ал-Хасан ибн Сюлейман. През същия период са построени дворецът Хусуни Кубуа и големи части от Голямата джамия.
През XVI век градът е посетен и от португалеца Вашку да Гама, който получава големи суми от властта, а през 1505 г. е превзет от сънародника му Франсишку ди Алмейда. Португалците държат острова под свой контрол до 1512 г., когато арабски наемници го отнемат. След това Килуа възвръща част от предишното си богатство, но през 1784 г. попада под контрола на Султанство Оман, което владее и Занзибар. След оманското завоюване на северния край на острова е построена френска крепост, но самият град е изоставен през 1840-те години. От 1886 г. до 1918 г. е в състава на Германска Източна Африка.
През 1950-те години започват археологически разкопки на мястото. През 1981 г. влиза в списъка на Световното наследство на ЮНЕСКО, но ерозията и растителността бавно разрушават сградите, поради което през 2004 г. обектът е обявен за застрашен.

## Забележителности
- Голямата джамия – сред най-старите джамии в Източна Африка и най-голяма при нейното построяване
- Дворец Хусуни Кубуа – най-голямата каменна сграда в Източна Африка преди идването на европейците
- Малка джамия – най-добре запазената сграда на острова
- Дворец Макутани
- Малки Хусуни Ндого
- Затвор Гереза